# Боссанкур
Боссанку́р (фр. Bossancourt) — коммуна во Франции, находится в регионе Шампань — Арденны. Департамент — Об. Входит в состав кантона Вандёвр-сюр-Барс. Округ коммуны — Бар-сюр-Об.
Код INSEE коммуны — 10050.
Коммуна расположена приблизительно в 180 км к востоку от Парижа, в 80 км южнее Шалон-ан-Шампани, в 40 км к востоку от Труа.

## Население
Население коммуны на 2008 год составляло 206 человек.
| 1962 | 1968 | 1975 | 1982 | 1990 | 1999 | 2008 |
| ---- | ---- | ---- | ---- | ---- | ---- | ---- |
| 144  | 159  | 154  | 143  | 236  | 236  | 206  |

## Администрация
| Период | Период | Фамилия           | Партия | Примечания |
| ------ | ------ | ----------------- | ------ | ---------- |
| 2001   | 2008   | Ги Буайон         |        |            |
| 2008   |        | Даниель Буасселье |        |            |

## Экономика
В 2007 году среди 135 человек в трудоспособном возрасте (15—64 лет) 108 были экономически активными, 27 — неактивными (показатель активности — 80,0 %, в 1999 году было 74,1 %). Из 108 активных работали 101 человек (57 мужчин и 44 женщины), безработных было 7 (4 мужчины и 3 женщины). Среди 27 неактивных 14 человек были учениками или студентами, 7 — пенсионерами, 6 были неактивными по другим причинам.

## Достопримечательности
- Церковь Успения Пресвятой Богородицы
- Замок Боссанкур (XVIII век). Памятник истории с 1982 года[3]

## Фотогалерея

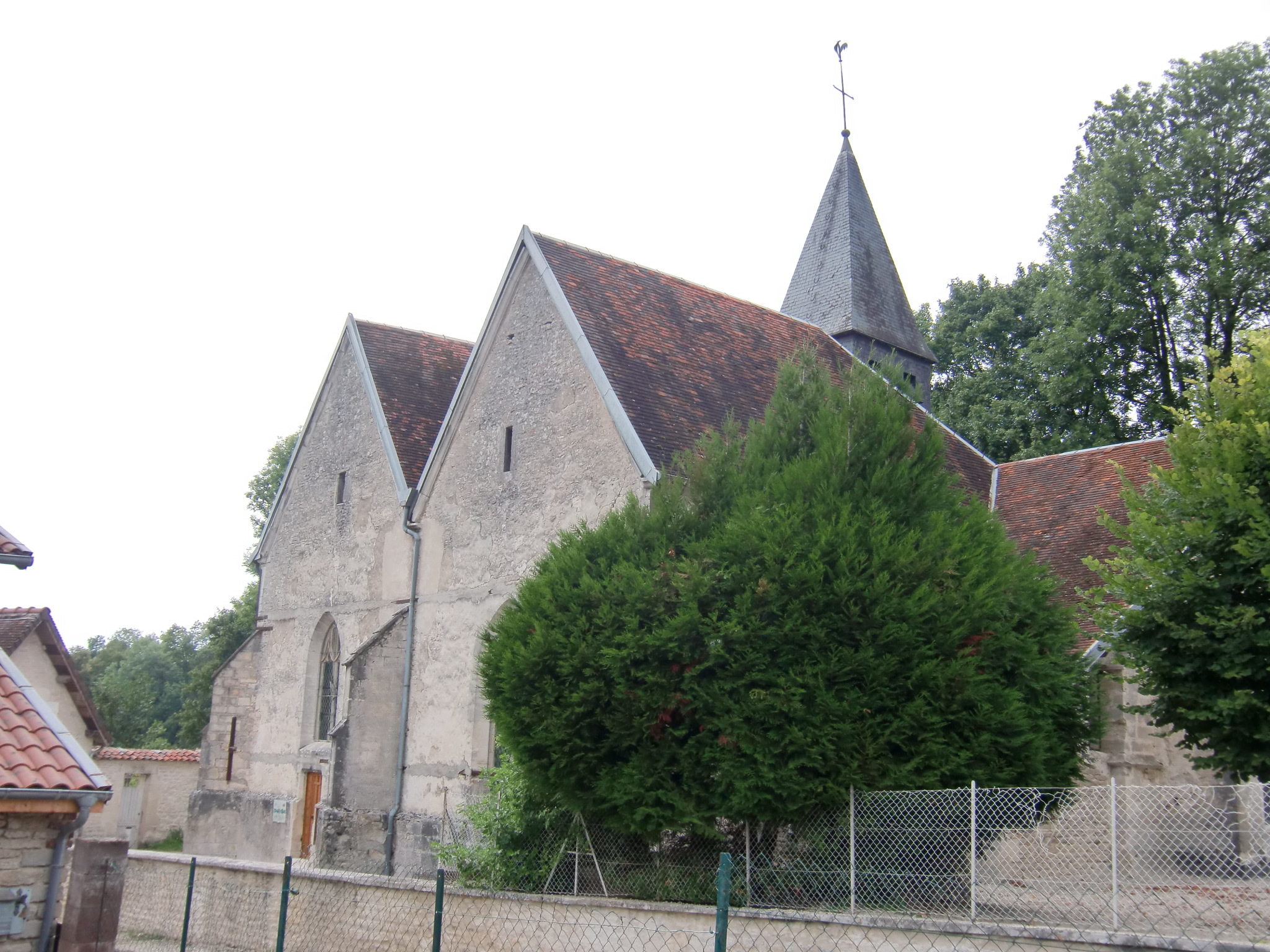
Церковь Успения Пресвятой Богородицы
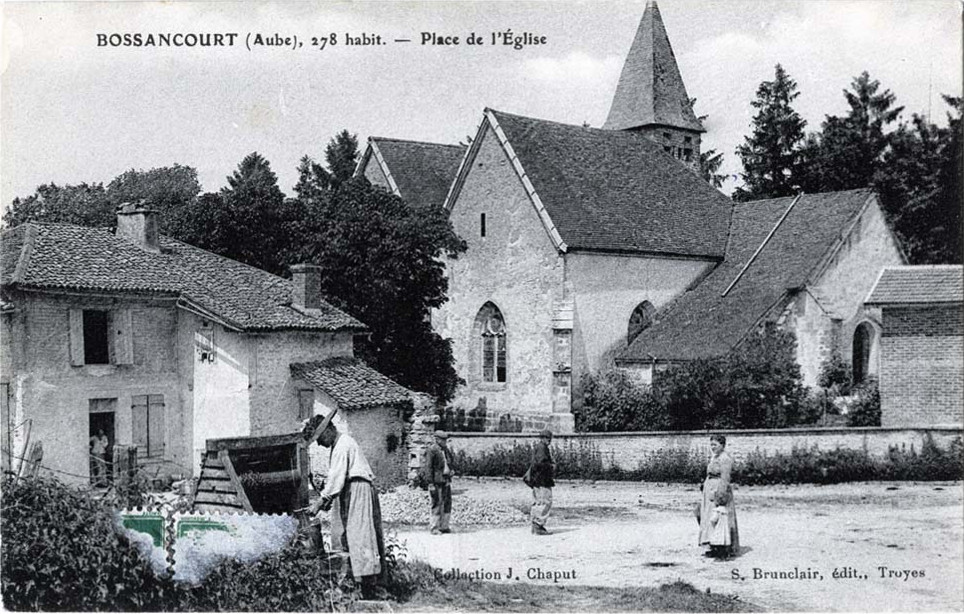
Старая открытка с видом на церковь
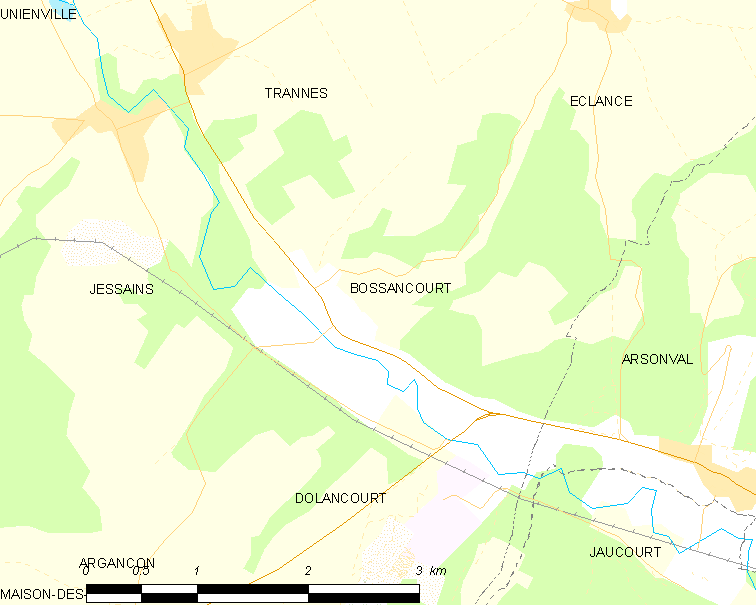
Карта коммуны